# Рауль Курвіц
Рауль Курвіц (ест. Raoul Kurvitz) — естонський митець,  батько сценариста Роберта Курвіца, брат поета Андреса Аллана Еллманна.

## Біографія
Рауль Курвіц народився в 1961 році. Почав свою творчу діяльність у 1984 році після закінчення Державного художнього інституту Естонії (нині Естонська академія мистецтв), у котрому навчався на архітектора. Разом з однокурсником Урмасом Муру в 1986 році він організував «Групу Т» (ест. Rühm T), до якої відразу приєднався архітектор Петер Пере, а також ще кілька митців. «Група Т» назвала свою творчість «холодним експресіонізмом», в якому була відсутня пристрасть. Критики пов'язували діяльність «Групи Т» в основному з поняттями постмодернізму, а також трансавангарду і «експресіоністського декадентства».

## Творчість
Зазвичай під творами того чи іншого митця розуміють автентичні, створені власною рукою і тому оригінальні, артефакти — полотна, скульптури, гобелени. Однак Рауль Курвіц — майстер великої і часто тендітної форми, і тому його творіння існують радше в формі ідей, архетипів. Наприклад, «Палац» (2000 р.) — скульптура зі скла, яку майже неможливо зберегти. Для кожної виставки Курвіц відтворює «Палац» наново, отримуючи в результаті безліч версій однієї і тієї ж ідеї.